# Bernard B. Fall

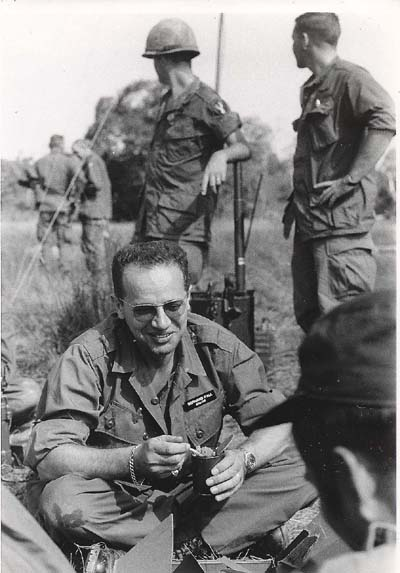
Bernard B. Fall beim Essenfassen in Vietnam, ca. 1966

Bernard B. Fall (* 19. November 1926 in Wien als Bernhard Fall; † 21. Februar 1967 nördlich von Huế, Südvietnam) war ein französisch-amerikanischer Politologe österreichischer Herkunft. Bekannt wurde er als Kriegsberichterstatter im Vietnamkrieg.

## Leben und Werk
Fall wurde als Kind jüdischer Eltern in Wien geboren. 1937 wurden er und seine jüngere Schwester auf Betreiben der Eltern nach Frankreich gebracht. Dort besuchte Fall eine Grundschule in Paris und eignete sich schnell die Sprache auf dem Niveau eines Einheimischen an. Seine Eltern Anna Seligmann und Leon Fall flohen 1938 nach dem Anschluss Österreichs nach Frankreich. 1940 wurde sein Vater Leon Fall Mitglied der Résistance. Leon Fall wurde von der Gestapo gefangen genommen und getötet. Anna Seligmann starb im KZ Auschwitz-Birkenau. 1942 im Alter von 16 Jahren wurde auch Bernard Fall ein Mitglied der Resistance. Für seine Verdienste wurde er mit der Médaille de la France libérée ausgezeichnet. Ab 1946 war Fall für das Gericht des Nürnberger Prozesses tätig. Fall war Berichterstatter im Fall X, dem sogenannten Krupp-Prozess. Nach dem Ende der Nürnberger Prozesse begann er 1948 ein Studium in Paris und studierte ab 1950 an der Ludwig-Maximilians-Universität München. Er war Teilnehmer am Fulbright-Programm und konnte sein Studium an der Syracuse University beenden.
Ab 1953 berichtete Fall als Kriegsjournalist vom Ersten Indochinakrieg. Aufgrund seines französischen Passes war es ihm möglich, direkt von der Front und von den französischen Streitkräften zu berichten. Kriegsberichterstatter ohne französischem Pass war ein direkter Zugang zu den französischen Truppen und der Front verwehrt. Fall kritisierte früh, dass Frankreich den Krieg verlieren würde und die Vereinigten Staaten sich zu wenig in dem Krieg engagierten.
Nach seiner Rückkehr in die USA im Jahre 1956 war Fall an der Howard University als Dozent für Politik und internationale Studien zuständig. 1962 wurde er dort zum Professor ernannt.
Fall engagierte sich weiterhin in Laos und Vietnam. Er untersuchte die Ausbreitung des Kommunismus in Südostasien. Er war auch für das Königliche Institut von Kambodscha tätig und konnte in dieser Zeit auch ein Interview mit Ho Chi Minh führen. Fall war ein überzeugter Anhänger des Engagements der USA in Vietnam.
Mit Beginn des Zweiten Vietnamkrieges äußerte sich Fall skeptisch über die Erfolgsaussichten der USA. Er kritisierte, dass die USA nicht aus den Fehlern der Franzosen in Vietnam gelernt hätten. Fall starb 1967 beim Besuch einer Einheit US-amerikanischer Streitkräfte durch die Explosion einer Landmine.
Colin Powell kritisierte 1997 in seinem Buch My American Journey (Meine amerikanische Reise), dass die damalige Regierung der USA früher auf die skeptischen Berichte Falls über die Erfolgsaussichten im Vietnamkrieg hätte hören sollen.

## Orden und Auszeichnungen
Französische Auszeichnungen
- Médaille de la France libérée

## Veröffentlichungen (auf Englisch)
- The Viet-Minh Regime: Government and Administration in the Democratic Republic of Vietnam. Institute of Pacific Relations, New York 1956.
- Street Without Joy: The French Debacle in Indochina. Stackpole Books, Guilford, CT 1961.
- The Two Vietnams: A Political and Military Analysis. Praeger, New York 1963.
- Viet-Nam Witness, 1953-66. Praeger, New York 1966.
- Hell in a Very Small Place: The Siege of Dien Bien Phu. Da Capo Press, New York 1966.
- Last Reflections on a War. Doubleday, New York 1967.
- Anatomy of a Crisis: The Laotian Crisis of 1960-1961. Doubleday, New York 1969.